# Sarillus pygmaeus
Sarillus pygmaeus là một loài bọ cánh cứng trong họ Cerambycidae.